# Olympisch kwalificatietoernooi voetbal 1956
Het kwalificatietoernooi voor het voetbaltoernooi van de Olympische Zomerspelen 1956 werd gespeeld van 11 tot en met 31 juli 1956. Het toernooi bepaalde welke 16 landen zich kwalificeerden. Het was de eerste keer dat er een kwalificatie plaatsvond voorafgaand aan het hoofdtoernooi.

## Overzicht
Voor de 28 landen die zich wilden kwalificeren waren er 16 plekken beschikbaar voor het eindtoernooi. Deze plekken werden verdeeld over de verschillende continenten. 
Polen kwalificeerde zich, maar omdat het land zich terugtrok voor de start van het hoofdtoernooi werd die plek ingenomen door Groot-Brittannië. Hongarije trok zich ook terug en hoewel Zuid-Korea de plek kreeg aangeboden deed het land toch niet mee. China boycotte het toernooi vanwege de deelname van Taiwan. Egypte boycotte het toernooi vanwege de Suezcrisis. Ook Zuid-Vietnam trok zich terug.
| Toernooi                            | Datum                          | Werelddeel  | Plaatsen | Geplaatste landen                                     |
| ----------------------------------- | ------------------------------ | ----------- | -------- | ----------------------------------------------------- |
| Olympisch kwalificatietoernooi 1956 | 23 oktober 1955 – 31 juli 1956 | Automatisch | 4        | Australië (gastland) Duits eenheidsteam Polen Turkije |
| Olympisch kwalificatietoernooi 1956 | 23 oktober 1955 – 31 juli 1956 | Europa      | 4        | Groot-Brittannië Sovjet-Unie Bulgarije Joegoslavië    |
| Olympisch kwalificatietoernooi 1956 | 23 oktober 1955 – 31 juli 1956 | Azië        | 6        | Thailand Japan India China Vietnam Indonesië          |
| Olympisch kwalificatietoernooi 1956 | 23 oktober 1955 – 31 juli 1956 | Afrika      | 1        | Egypte                                                |
| Olympisch kwalificatietoernooi 1956 | 23 oktober 1955 – 31 juli 1956 | Amerika     | 1        | Verenigde Staten                                      |
| Totaal                              | Totaal                         | Totaal      | 16       |                                                       |

## Europa
| Team 1      | Totaal | Team 2                         | 1e wedstrijd | 2e wedstrijd |
| ----------- | ------ | ------------------------------ | ------------ | ------------ |
| Bulgarije   | 5–3    | Groot-Brittannië               | 2–0          | 3–3          |
| Joegoslavië | —1     | Roemenië                       | —            | —            |
| Hongarije   | —2     | Duitse Democratische Republiek | —            | —            |
| Sovjet-Unie | 7–1    | Israël                         | 5–0          | 2–1          |

1 Roemenië trok zich terug.

2 Duitse Democratische Republiek deed samen met West-Duitsland mee aan het toernooi en trok zich daarom terug voor deze wedstrijd.

## Afrika
| Team 1   | Totaal | Team 2 | 1e wedstrijd | 2e wedstrijd |
| -------- | ------ | ------ | ------------ | ------------ |
| Ethiopië | 3–9    | Egypte | 1–4          | 2–5          |

## Azië
| Team 1    | Totaal | Team 2      | 1e wedstrijd | 2e wedstrijd |
| --------- | ------ | ----------- | ------------ | ------------ |
| Vietnam   | 9–5    | Cambodja    | 5–2          | 4–3          |
| Iran      | —1     | Afghanistan | —            | —            |
| India     | —2     | Thailand    | —            | —            |
| Japan     | 2–23   | Zuid-Korea  | 2–0          | 0–2          |
| China     | —4     | Filipijnen  | —            | —            |
| Indonesië | —5     | Taiwan      | —            | —            |

1 Beide landen trokken zich terug.

2 Doordat andere landen zich terugtrokken kwalificeerden beide landen zich.

3 Beide wedstrijden werden gespeeld in Japen. Zuid-Korea had geen geschikte speelplek. Japan kwalificeerde zich na loting.

4 Filipijnen trok zich terug.

5 Taiwan trok zich terug omdat het land niet met de eigen vlag mocht spelen.

## Amerika
| Team 1           | Totaal | Team 2 | 1e wedstrijd | 2e wedstrijd |
| ---------------- | ------ | ------ | ------------ | ------------ |
| Verenigde Staten | —1     | Mexico | —            | —            |

1 Mexico trok zich terug.

## Wedstrijden
|                 |                                     |       |                  | |
| 23 oktober 1956 | Bulgarije                           | 2 – 0 | Groot-Brittannië | Stadion: Vasil Levski Nationaal Stadion, Sofia Toeschouwers: 45.000 Scheidsrechter: Giorgio Bernardi (ITA) |
| 23 oktober 1956 | Stefan Stefanov 30' Kroem Janev 61' |       |                  | Stadion: Vasil Levski Nationaal Stadion, Sofia Toeschouwers: 45.000 Scheidsrechter: Giorgio Bernardi (ITA) |
| 23 oktober 1956 |                                     |       |                  | Stadion: Vasil Levski Nationaal Stadion, Sofia Toeschouwers: 45.000 Scheidsrechter: Giorgio Bernardi (ITA) |
| 23 oktober 1956 |                                     |       |                  | Stadion: Vasil Levski Nationaal Stadion, Sofia Toeschouwers: 45.000 Scheidsrechter: Giorgio Bernardi (ITA) |
|                 |                                     |       |                  | |

|                               |                  |       |                                              |                                                                                              |
| 12 mei 1956 19:30 uur (UTC+1) | Groot-Brittannië | 3 – 3 | Bulgarije                                    | Stadion: Wembley Stadium, Londen Toeschouwers: 30.000 Scheidsrechter: Giorgio Bernardi (ITA) |
| 12 mei 1956 19:30 uur (UTC+1) | ?                |       | 28', 32' Dimitar Milanov 66' Georgi Dimitrov | Stadion: Wembley Stadium, Londen Toeschouwers: 30.000 Scheidsrechter: Giorgio Bernardi (ITA) |
| 12 mei 1956 19:30 uur (UTC+1) |                  |       |                                              | Stadion: Wembley Stadium, Londen Toeschouwers: 30.000 Scheidsrechter: Giorgio Bernardi (ITA) |
| 12 mei 1956 19:30 uur (UTC+1) |                  |       |                                              | Stadion: Wembley Stadium, Londen Toeschouwers: 30.000 Scheidsrechter: Giorgio Bernardi (ITA) |
|                               |                  |       |                                              |                                                                                              |

Beide landen kwalificeren zich.
|                                                   |                                                                      |       |        |                                                                                            |
| 11 juli 1956 «onderlinge duels» 18:30 uur (UTC+3) | Sovjet-Unie                                                          | 5 – 0 | Israël | Stadion: Dinamostadion, Moskou Toeschouwers: 54.000 Scheidsrechter: Mervyn Griffiths (WAL) |
| 11 juli 1956 «onderlinge duels» 18:30 uur (UTC+3) | Boris Tatoesjin 2' Valentin Ivanov 26', 71' Nikita Simonjan 45', 78' |       |        | Stadion: Dinamostadion, Moskou Toeschouwers: 54.000 Scheidsrechter: Mervyn Griffiths (WAL) |
| 11 juli 1956 «onderlinge duels» 18:30 uur (UTC+3) |                                                                      |       |        | Stadion: Dinamostadion, Moskou Toeschouwers: 54.000 Scheidsrechter: Mervyn Griffiths (WAL) |
| 11 juli 1956 «onderlinge duels» 18:30 uur (UTC+3) |                                                                      |       |        | Stadion: Dinamostadion, Moskou Toeschouwers: 54.000 Scheidsrechter: Mervyn Griffiths (WAL) |
|                                                   |                                                                      |       |        |                                                                                            |

|                                                   |                    |       |                                       | |
| 31 juli 1956 «onderlinge duels» 17:00 uur (UTC+3) | Israël             | 1 – 2 | Sovjet-Unie                           | Stadion: Ramat Ganstadion, Ramat Gan Toeschouwers: 60.000 Scheidsrechter: Francesco Liverani (ITA) |
| 31 juli 1956 «onderlinge duels» 17:00 uur (UTC+3) | Nahum Stelmach 64' |       | 59' Anatoli Iljin 79' Boris Tatoesjin | Stadion: Ramat Ganstadion, Ramat Gan Toeschouwers: 60.000 Scheidsrechter: Francesco Liverani (ITA) |
| 31 juli 1956 «onderlinge duels» 17:00 uur (UTC+3) |                    |       |                                       | Stadion: Ramat Ganstadion, Ramat Gan Toeschouwers: 60.000 Scheidsrechter: Francesco Liverani (ITA) |
| 31 juli 1956 «onderlinge duels» 17:00 uur (UTC+3) |                    |       |                                       | Stadion: Ramat Ganstadion, Ramat Gan Toeschouwers: 60.000 Scheidsrechter: Francesco Liverani (ITA) |
|                                                   |                    |       |                                       | |

Sovjet-Unie gekwalificeerd.
|                                 |          |       |                                          |                                             |
| 11 juli 1956 «onderlinge duels» | Ethiopië | 1 – 4 | Egypte                                   | Stadion: Haile Selassiestadion, Addis Abeba |
| 11 juli 1956 «onderlinge duels» | Goal     |       | 3', 31' El-Fanagily 54' Ad-Diba 60' Adam | Stadion: Haile Selassiestadion, Addis Abeba |
| 11 juli 1956 «onderlinge duels» |          |       |                                          | Stadion: Haile Selassiestadion, Addis Abeba |
| 11 juli 1956 «onderlinge duels» |          |       |                                          | Stadion: Haile Selassiestadion, Addis Abeba |
|                                 |          |       |                                          |                                             |

|                                 |                            |       |             |                                 |
| 31 juli 1956 «onderlinge duels» | Egypte                     | 5 – 2 | Ethiopië    | Stadion: Al Ahly Stadion, Caïro |
| 31 juli 1956 «onderlinge duels» | Saleh Ateya El-Far Ad-Diba |       | Goal · Goal | Stadion: Al Ahly Stadion, Caïro |
| 31 juli 1956 «onderlinge duels» |                            |       |             | Stadion: Al Ahly Stadion, Caïro |
| 31 juli 1956 «onderlinge duels» |                            |       |             | Stadion: Al Ahly Stadion, Caïro |
|                                 |                            |       |             |                                 |

|             |              |       |          |  |
| 3 juni 1956 | Zuid-Vietnam | 5 – 2 | Cambodja |  |
| 3 juni 1956 |              |       |          |  |
| 3 juni 1956 |              |       |          |  |
| 3 juni 1956 |              |       |          |  |
|             |              |       |          |  |

|              |          |       |              |  |
| 10 juni 1956 | Cambodja | 3 – 4 | Zuid-Vietnam |  |
| 10 juni 1956 |          |       |              |  |
| 10 juni 1956 |          |       |              |  |
| 10 juni 1956 |          |       |              |  |
|              |          |       |              |  |

Zuid-Vietnam gekwalificeerd.
|             |                         |       |            |                                                         |
| 3 juni 1956 | Japan                   | 2 – 0 | Zuid-Korea | Stadion: Korakuen Velodrome, Tokio Toeschouwers: 10.000 |
| 3 juni 1956 | Uchino 54' Iwabuchi 77' |       |            | Stadion: Korakuen Velodrome, Tokio Toeschouwers: 10.000 |
| 3 juni 1956 |                         |       |            | Stadion: Korakuen Velodrome, Tokio Toeschouwers: 10.000 |
| 3 juni 1956 |                         |       |            | Stadion: Korakuen Velodrome, Tokio Toeschouwers: 10.000 |
|             |                         |       |            |                                                         |

|              |       |             |            |                                                         |
| 10 juni 1956 | Japan | 0 – 2       | Zuid-Korea | Stadion: Korakuen Velodrome, Tokio Toeschouwers: 20.000 |
| 10 juni 1956 |       | ? 58' ? 64' |            | Stadion: Korakuen Velodrome, Tokio Toeschouwers: 20.000 |
| 10 juni 1956 |       |             |            | Stadion: Korakuen Velodrome, Tokio Toeschouwers: 20.000 |
| 10 juni 1956 |       |             |            | Stadion: Korakuen Velodrome, Tokio Toeschouwers: 20.000 |
|              |       |             |            |                                                         |

Japan gekwalificeerd na loting.